# Aleksandr Selevko
Aleksandr Selevko (* 23. Mai 2001 in Jõgeva) ist ein estnischer Eiskunstläufer, der im Einzellauf antritt. Er ist dreimaliger Estnischer Meister und Vizeeuropameister 2024. Er vertrat Estland bei den Olympischen Winterspielen 2022.

## Persönliches
Aleksandr Selevkos Eltern Galina und Anatoli Selevko stammen aus der Ukraine. Seine Mutter ist Buchhalterin, sein Vater ist Informatiker. Sein eineinhalb Jahre jüngerer Bruder Mihhail Selevko ist ebenfalls Eiskunstläufer und vertritt Estland in internationalen Wettbewerben.
Als Vorbilder im Eiskunstlauf nennt Aleksandr Selevko den Olympiasieger Nathan Chen und den Europameister von 2011 Florent Amodio.

## Sportliche Karriere

### Anfänge
Aleksandr Selevko begann 2004 mit dem Eiskunstlauf. In der Saison 2015/16 startete er zum ersten Mal bei den nationalen Meisterschaften und in internationalen Juniorenwettbewerben. Er gewann 2015 die Bronze-, 2016 die Silbermedaille sowohl bei den Estnischen Meisterschaften als auch bei den Estnischen Juniorenmeisterschaften. Bei den Juniorenweltmeisterschaften 2016 belegte er den 19. Platz. Seine höchste Platzierung bei den Juniorenweltmeisterschaften war ein 9. Platz im Jahr 2020.

### Die Brüder Selevko
Wegen ihres geringen Altersunterschieds treten Mihhail und Aleksandr Selevko bereits seit mehreren Jahren in derselben Wettbewerbsklasse an. Aleksandr wechselte zwei Jahre vor Mihhail von der Novizen- in die Juniorenklasse und entsprechend auch zu den Wettbewerben der Erwachsenen: Er nahm 2015 erstmals an den Estnischen Meisterschaften teil und in der Saison 2016/17 erstmals an internationalen Wettbewerben der Erwachsenen; Mihhail trat 2016/17 erstmals auf nationalem und 2019/20 auf internationalem Level unter den Erwachsenen an.
In dem sehr kleinen Wettkampffeld Estlands (in den letzten Jahren gab es bei den Estnischen Meisterschaften jeweils drei bis vier Teilnehmer im Einzellauf der Männer) sind die beiden Brüder die höchstplatzierten Sportler. Mihhail gewann die Goldmedaille 2019 und 2022, Aleksandr in den drei dazwischenliegenden Jahren. Auf internationalem Level traten die Brüder nur selten in denselben Wettbewerben an. Der estnische Eislaufverband entschied sich in der Regel, nur einen der beiden zu einem Wettbewerb anzumelden, auch dann, wenn zwei Teilnehmer aus Estland möglich gewesen wären. Bei ihren wenigen gemeinsamen Wettbewerben wie der Nebelhorn Trophy 2020 sowie dem Denis Ten Memorial Cup und dem Golden Spin of Zagreb 2021 platzierte sich Aleksandr höher als Mihhail – Ausnahme war die Tallinn Trophy 2019, in der Mihhail die Goldmedaille und Aleksandr die Silbermedaille gewann. Für die Europa- und Weltmeisterschaften entschied sich der estnische Eislaufverband bis 2021 durchgehend für den insgesamt höher im Weltranking stehenden Aleksandr. In der Saison 2021/22 wählte der Verband Aleksandr Selevko als Vertreter Estlands bei den Olympischen Winterspielen aus, Mihhail Selevko als Vertreter bei den Weltmeisterschaften und Arlet Levandi, der erst in dieser Saison sein internationales Debüt hatte, für die Europameisterschaften.

### Europa- und Weltmeisterschaften ab 2019
Bei seinen ersten Europameisterschaften im Jahr 2019 belegte Selevko den 17. Platz, bei den Weltmeisterschaften im selben Jahr den 27. Im folgenden Jahr platzierte er sich einen Platz höher auf dem 16. Platz. Für die Weltmeisterschaften 2020 war Selevko qualifiziert, der Wettbewerb wurde aber aufgrund der COVID-19-Pandemie abgesagt. 2021 erreichte er den 16. Platz bei den Weltmeisterschaften.

### Olympische Winterspiele 2022
2022 war Aleksandr Selevko ausgewählt, Estland bei den Olympischen Winterspielen zu vertreten. Kurz vor dem Wettbewerb renkte er sich im Training das Schultergelenk aus. Er konnte trotzdem antreten, erreichte aber nur den 28. Platz und konnte sich damit nicht für die Kür qualifizieren.

### 2022/23
In der Saison 2022/23 erhielt Selevko erstmals eine Einladung in die ISU-Grand-Prix-Serie. Er belegte bei Skate Canada den 8., beim Grand Prix Espoo den 10. Platz. Mit einer Silbermedaille bei den nationalen Meisterschaften beendete er die Saison.

## Ergebnisse
| Meisterschaft/Saison                       | 14/15 | 15/16 | 16/17 | 17/18 | 18/19 | 19/20 | 20/21 | 21/22 | 22/23 | 23/24 |
| ------------------------------------------ | ----- | ----- | ----- | ----- | ----- | ----- | ----- | ----- | ----- | ----- |
| Olympische Winterspiele                    |       |       |       |       |       |       |       | 28.   |       |       |
| Weltmeisterschaften                        |       |       |       |       | 27.   | A     | 16.   |       |       |       |
| Europameisterschaften                      |       |       |       |       | 17.   | 16.   |       |       |       | 2.    |
| Estnische Meisterschaften                  | 3.    | 2.    |       |       | 3.    | 1.    | 1.    | 1.    | 2.    |       |
| Grand-Prix-Wettbewerb/Saison               | 14/15 | 15/16 | 16/17 | 17/18 | 18/19 | 19/20 | 20/21 | 21/22 | 22/23 | 23/24 |
| Skate Canada                               |       |       |       |       |       |       |       |       | 8.    |       |
| Grand Prix of Espoo                        |       |       |       |       |       |       |       |       | 10.   |       |
| Challenger-Wettbewerb/Saison               | 14/15 | 15/16 | 16/17 | 17/18 | 18/19 | 19/20 | 20/21 | 21/22 | 22/23 | 23/24 |
| Budapest Trophy                            |       |       |       |       |       |       | 3.    |       | 8.    |       |
| Denis Ten Memorial Challenge               |       |       |       |       |       |       |       | 6.    |       |       |
| Finlandia Trophy                           |       |       |       |       |       | 5.    |       | Z     |       |       |
| Golden Spin of Zagreb                      |       |       |       |       |       | 5.    |       | 5.    |       |       |
| Lombardia Trophy                           |       |       |       | 16.   |       |       |       | 8.    |       |       |
| Nebelhorn Trophy                           |       |       |       | 18.   |       |       | 7.    |       |       |       |
| Nepela Memorial                            |       |       |       |       |       |       |       |       | 7.    |       |
| Egna Trophy                                |       |       | 3.    |       |       |       |       |       |       |       |
| Jégvirág Cup                               |       |       |       |       | 2.    |       |       |       |       |       |
| Nordische Eiskunstlauf-Meisterschaften     |       |       |       |       | 3.    |       |       |       |       |       |
| Tallinn Trophy                             |       |       |       |       |       | 2.    |       | 1.    |       |       |
| Tallinnk Hotels                            |       |       |       |       | 2.    | 3.    | 1.    |       |       |       |
| Volvo Open Cup                             |       |       | 8.    |       |       |       |       | 2.    |       |       |
| Juniorenwettbewerb/Saison                  | 14/15 | 15/16 | 16/17 | 17/18 | 18/19 | 19/20 | 20/21 | 21/22 | 22/23 | 23/24 |
| Juniorenweltmeisterschaften                |       | 19.   |       | 27.   |       | 9.    |       |       |       |       |
| Junior Grand Prix Tschechien               | 18.   |       |       |       |       |       |       |       |       |       |
| Junior Grand Prix Estland                  | 21.   |       | 6.    |       |       |       |       |       |       |       |
| Junior Grand Prix Deutschland              |       |       | 11.   |       |       |       |       |       |       |       |
| Junior Grand Prix Lettland                 |       | 20.   |       |       |       | 5.    |       |       |       |       |
| Junior Grand Prix Slowenien                |       |       |       |       | 15.   |       |       |       |       |       |
| Junior Grand Prix Polen                    |       |       |       |       |       | 8.    |       |       |       |       |
| EYOF                                       |       |       | 6.    |       |       |       |       |       |       |       |
| Estnische Juniorenmeisterschaften          | 3.    | 2.    |       |       |       |       |       |       |       |       |
| Z = zurückgezogen; A = Wettbewerb abgesagt |       |       |       |       |       |       |       |       |       |       |